# تصوير اللسان بالموجات فوق الصوتية
تصوير اللسان بالموجات فوق الصوتية يستخدم لإنتاج الكلام (عملية ترجمة الأفكار إلى خطاب) وفي أبحاث اللسانيات منذ أن دخلت حيز الاستخدام السريري المنتظم في ستينيات وسبعينيات القرن الماضي. إنها تقنية غير جراحية تسمح للباحثين بمشاهدة شكل وموضع وحركات اللسان (من الجذر إلى القمة) أثناء الكلام.
تنتشر بشكل متزايد في مختبرات الصوتيات اللغوية حول العالم حيث أصبحت وحدات الموجات فوق الصوتية أكثر قابلية للنقل وميسورة التكلفة.
نتيجة لذلك، يجمع مؤتمر Ultrafest باحثين من جميع أنحاء العالم يعملون على تقنية تصوير اللسان بالموجات فوق الصوتية.
شملت المواقع على جامعة بوتسدام (2017)، جامعة هونغ كونغ (2015)، جامعة كوين مارغريت (2013)، مختبرات هاسكينز (2010 و 2002)، جامعة نيويورك (2007)، جامعة أريزونا (2005)، جامعة كولومبيا البريطانية (2004).
تشمل الاستخدامات الحالية لتصوير اللسان بالموجات فوق الصوتية ما يلي:
- الصوتيات التجريبية
- علم أمراض النطق واللغة[4][5]
- اكتساب لغة ثانية
- علم الصوتيات وعلاج النطق واللغة[6]